# 2MASS J04070752+1546457
2MASS J04070752+1546457 är en ensam stjärna belägen i den södra delen av stjärnbilden Oxen. Den har en högsta skenbar magnitud av ca 13,56 och kräver ett teleskop med kamera för att kunna observeras. Baserat på parallaxmätning beräknas den befinna sig på ett avstånd på ca 119 ljusår (36 parsek) från solen. Den rör sig bort från solen med en heliocentrisk radialhastighet på ca 43 km/s.

## Observation
2MASS J0407+1546 katalogiserades först som en punktkälla i juni 2003 av Two Micron All-Sky Survey (2MASS) organiserad av University of Massachusetts Amherst och Infrared Processing and Analysis Center under California Institute of Technology. Den upptäcktes vara en brun dvärg av spektralklassen L3.5 av I. Neill Reid et al., baserat på nära-infraröda spektra som erhölls i oktober 2005 med Gemini North vid Mauna Kea Observatory, Hawaii. Deras upptäckt och spektroskopiska karakterisering av 430 ultrakalla dvärgar som 2MASS J0407+1546 publicerades i The Astronomical Journal i september 2008.

## Egenskaper
2MASS J0407+1546 är en brun dvärgstjärna av spektralklass L3.5. Den har en massa som är lika med ca 0,064 solmassa, en radie som är ca 0,100 solradie och har en effektiv temperatur av ca 1 800 K.
Med en fotometriskt uppmätt rotationsperiod på 1,23 timmar är den en av de snabbast roterande kända bruna dvärgarna som tillkännagavs av ett team av astronomer under ledning av Megan E. Tannock i mars 2021. Med en projicerad rotationshastighet på över 80 km/s närmar den sig den beräknade rotationshastighetsgränsen över vilken den skulle brytas isär på grund av centripetalkrafter. Som en konsekvens av dess snabba rotation är den bruna dvärgen något tillplattad vid sina poler i samma grad som Saturnus, den mest oblata planeten i solsystemet. Dess snabba rotation kan medföra starka norrsken av radioemissioner genom partikelinteraktioner i dess magnetfält, som observerats i andra kända snabbt roterande bruna dvärgar.